# Меморандум Латвийского центрального совета
Меморандум Латвийского центрального совета (латыш. Latvijas Centrālās padomes memorands) является историческим документом, который во время Второй мировой войны, 17 марта 1944 года, принял Латвийский центральный совет (ЛЦС) и подписали 188 политиков и работников культуры Латвии (в документе записана также 189 фамилия — Э. Морица, но его подписи нет). Меморандум декларировал необходимость немедленного восстановления фактического суверенитета Латвийской Республики и создания правительства Латвии.
Это документальное свидетельство является важным примером действия латышского движения Сопротивления в годы Второй мировой войны. В 2009 году документ был включён в Латвийский национальный регистр программы ЮНЕСКО «Память Мира».

## История
13 августа 1943 года по инициативе профессора Латвийского университета Константина Чаксте был создан Латвийский Центральный совет, в который входили представители крупнейших партий, представленных в Сейме до переворота Улманиса в 1934 году. Он предоставил Латвийскому центральному совету государственную власть и указал на связь с предшествующей легальной государственной властью Латвии. По инициативе ЛЦС в марте 1944 года Феликс Циеленс, при участии профессора Андрея Тейкманиса, разработал меморандум Латвийского центрального совета. Меморандум был составлен для представления правительствам западных стран, но, чтобы обеспечить возможность сбора подписей в условиях оккупации, он был адресован генеральному инспектору Латышского легиона Рудольфу Бангерскому. После сбора подписей стенограммы декларации отправили за границу, но генерал Бангерский отказался её принять как неправильно адресованную. Декларацию в зашифрованном виде отправили в Швецию, передали послу Валдемару Салнайсу и при его посредничестве переслали в другие страны.

### Реакция на меморандум
26 мая 1944 года рейхсминистр Альфред Розенберг в связи с меморандумом вызвал в Берлин Оскара Данкера и Генриха Лозе, о чём сохранилось протокольная запись, в которой упоминалось сказанное Розенбергом:

К сожалению, мы только что стали свидетелями новых нападок со стороны выдающихся латышей. Они хотели призвать генерала Бангерского направить фюреру какой-то ими написанный меморандум, что Бангерскис всё же отказался сделать. В этом меморандуме они потребовали не только восстановления бывшего Свободного государства Латвии, но и права вести переговоры с любой страной, которая признала это заявление о воле латышей. Это может означать, что в определённых обстоятельствах латвийское государство, которое сегодня могло бы полагаться на германскую [защиту], могло претендовать на своё право вести переговоры с государствами, которые воюют с Германией[!]. Это полная невозможность, и так это должно быть оценено. […] Я снова коснулся меморандума и объяснил генералу Данкеру, что в других комиссариатах рейха в подобных случаях определённое число ответственных лиц было бы немедленно расстреляно! Инициатор этой статьи [Чаксте], между прочим, уже арестован. Данкер спросил, нельзя ли всё это дело, о котором он ничего не знал, оставить в покое, нельзя ли это скорее принять с юмором. В конце концов, Латвия делала всё, что ей было по силам. Я сказал ему, охотно подтвердил, что латвийский народ в эти годы усердно работал, но также отметил, что определённые круги имеют контакты с эстонскими и латвийскими эмигрантскими организациями в Швеции и США. Если это будет доказано, то мягкое решение будет неуместно. Данкер думал, что если такая связь существует, то дела будут серьёзнее. Кроме того, я попытался объяснить Данкеру, что невозможно, чтобы государства [земли], поддерживаемые Германией, позже могли по старой безмятежности вести переговоры с Англией или Америкой, вразрез с немецкой политикой и европейским единством. Для всех было бы важней, чтобы их культура, школьная и правовая системы были бы обеспечены. Задача Данкера теперь состояла бы в том, чтобы рассказать своим соотечественникам, что если Латвия попытается изменить условия немецкой администрации, это повредило бы самому народу.

### Оригинал меморандума
Всё послевоенное время оккупации СССР оригинал меморандума был спрятан под досками пола в доме на улице Пелду, 19 в Старой Риге, где некоторое время жила участница движения национального сопротивления адвокат Валия Вещунас-Янсоне (1902—1990), муж которой, инженер Вильгельм Янсон, был одним из лиц, подписавших меморандум. Возможно, в конце войны она с оригиналом меморандума отправилась в Курземе, чтобы перевезти его в западные страны, но вернулась в Ригу.
Спрятанный оригинал меморандума случайно нашли в 2001 году при проведении ремонтных работ. Он был передан на хранение в Военный музей Латвии. В марте 2014 года, по случаю 70-летия подписания Меморандума, музей провёл специальную выставку и начал создавать биографический словарь подписавших Меморандум «С подписью за Латвию. Биографии подписавших Меморандум Латвийского Центрального совета», презентация которого состоялась 25 февраля 2015 года.

## Основной текст меморандума
«[…] Враг с востока снова угрожающе приближается к земле Латвии. Это тот же самый враг, вооружённые силы которого оккупировали Латвийскую Республику 17 июня 1940 года, та же власть, которая после оккупации издала, как будто от имени нашего народа, в Сейме Латвии Закон о выборах, но позже сама не следовала этому, по форме якобы демократическому закону о выборах, грубо нарушила, допуская только один список коммунистов и их сторонников и, более того, фальсифицируя результаты голосования. Конечно, результат не мог дать и не дал представителей народа, а ставленников российской оккупационной власти. Эти выдвиженцы решили и попросили Советский Союз принять независимую Латвийскую Республику в её состав. Затем они объявили всему миру, что Латвийская Республика добровольно присоединилась к нему. То же самое, в такой же форме и в то же время произошло с независимой Эстонской и Литовской Республиками. Вероломная аннексия Латвии Советским Союзом проведена вопреки Конституции Латвийской Республики и с нарушением соглашений между Латвией и Советским Союзом, Пакта Лиги Наций и целого ряда международных договоров. Присоединение Латвии к Советскому Союзу также не признано в смысле международного права. Из сказанного неоспоримо следует, что, согласно международному праву, Латвийская Республика продолжает существовать на законных основаниях. Поэтому нет никакой юридической основы для официального мнения советского правительства и прессы, а также мнения, высказанного некоторыми зарубежными газетами, о том, что Латвия является частью Советского Союза и, следовательно, теперь должна быть вновь включена в Советский Союз. Также неоспоримо следует, что позиция нынешней немецкой оккупационной власти, как если бы Латвия была частью Советского Союза, также необоснованна. Практическое выражение этой позиции можно найти во всей политической и экономической деятельности немецкой оккупационной власти. Такое мнение также несовместимо с мобилизацией жителей Латвии в вооружённые силы Германии, проведённой по указанию немецкой оккупационной власти. Действия немецких оккупационных властей глубоко оскорбляют наш народ и создают в нём недовольства. Такая мобилизация в армию Латвии, которая была бы объявлена от имени законных государственных органов Латвии и для защиты Латвийского государства, была бы подходящей для правового сознания и национального достоинства Латвийской нации. Только такая мобилизация внесла бы достойный вклад в наши вооружённые силы, значительно способствовала бы и улучшала бы его боевые возможности. По нашему пониманию, нынешний момент Второй мировой войны — это момент угрозы жизни нашего народа, самому существованию народа — наступил роковой момент: быть или не быть. По всем законам природы и человечества никто не может оспорить право защищать себя, если существует угроза нашей нации и её существованию. Основываясь на этих выводах, мы заявляем о воле народа Латвии и готовности защищать всеми возможными силами и средствами государственные границы Латвии против атакующего врага.
Сказав это, мы, нижеподписавшиеся, от имени нации Латвии объявили следующую единую волю нашего народа:
1. Немедленное восстановление реального суверенитета Латвийской Республики.
2. Составляется, в соответствии с имеющей силу конституцией Латвийской Республики от 1922 года, Латвийское правительство на основе коалиции, которая объединила бы вокруг себя весь народ Латвии.
3. Основными задачами Латвийского правительства должны быть: восстановление государственного аппарата и армии Латвии, защита государственных территорий Латвии против надвигающейся угрозы вторжения армии Советского Союза и — насколько это возможно в военных условиях — заключение дипломатических отношений с зарубежными странами и в первую очередь с теми, кто признал декларируемую нами волю нации и поддерживал предстоящую военную задачу — защиту латвийского государства.

Согласно нашему пониманию, рассматривается установление тесного союза с Эстонией и Литвой и трансформация этого союза в Балтийскую Конфедерацию, если эти страны согласятся на это. […]»

### Подписавшие Меморандум
1. Паулс Калниньш, председатель 1-го, 2-го, 3-го и 4-го Сейма
2. Карлис Паулюкс, депутат 1-го, 2-го и 3-го Сейма, I вице-председатель 4-го Сейма
3. Язеп Ранцанс, епископ, депутат 1-го, 2-го и 3-го Сейма, II вице-председатель 4-го Сейма
4. Петерис Юрашевскис, депутат 2-го, 3-го и 4-го Сейма, быв. премьер-министр Латвии
5. Феликс Циеленс, депутат 1-го, 2-го, 3-го и 4-го Сейма, быв. министр иностранных дел
6. Давидс Апинис, депутат 4-го Сейма
7. Вольдемар Замуэль, быв. премьер-министр Латвии
8. Теодор Гринберг, архиепископ LELB
9. Янис Варсбергс, профессор, член Учредительного собрания
10. Карлис Скалбе, писатель, член Народного совета, член Учредительного собрания и депутат 4-го Сейма
11. Теодор Звейниекс, председатель Судебной палаты (и.о.)
12. Петерис Лейтанс, судья Судебной палаты
13. Мартиньш Пеникис, генерал, бывший командир армии Латвии
14. Павел Квелде, проф., ректор ЕСА
15. Эдуард Калныньш, генерал, бывший военный министр
16. Андрей Тейкманис, проф., проректор ЕСА
17. Максис Эглитис, проф., декан Сельскохозяйственного факультета ЕСА
18. Янис Приеде, генерал, помощник командира Видземской дивизии
19. Сприцис Паэгле, быв. торгово-промышленный министр, начальник Красного креста Латвии
20. Рудолфс Маркусс, проф., декан фак. Лесного хозяйства ЕСА
21. Викторс Дале, председатель Рижского окружного суда
22. Вилис Витолс, проф., проректор университета в Риге
23. Вернерс Тепферс, генерал, быв. верховный Военный прокурор, председатель управления Памятниками
24. Янис Калацис, сенатор, судья Судебной палаты
25. Робертс Ивановс, быв. Государственный контролёр, депутат 1-го Сейма
26. Карилис Страуберг, проф., быв. министр образования
27. Минтаутс Чаксте, сенатор
28. Анна Бормане, док. мед.
29. Янис Брейкшс, депутат 2-го, 3-го и 4-го Сейма, секретарь Сейма
30. Адолфс Робежниекс, прокурор Судебной палаты
31. Адолфс Кливе, депутат 1-го, 2-го и 3-го Сейма, быв. председатель Банка Латвии
32. Августс Петерсонс, быв. директор департамента Здравоохранения
33. Янис Эндзелинс, профессор Латвийского университета
34. Волдемарс Алкснис, председатель деп. Судебной палаты
35. Алфредс Тауриньш, профессор ЕСА
36. Петерис Стерсте, член Судебной палаты, сенатор
37. Петерис Делле, профессор ЕСА
38. Давидс Бискапс, директор Елгавской больницы
39. Янис Териньш, депутат 4-го Сейма
40. Рудолфс Янис Алкснис, сенатор
41. Антонс Курсишс-Курситс, быв. министр транспорта
42. Аугустс Румпетерс, сенатор, член Судебной палаты
43. Арнолдс Петерис Айзсилниекс, проф., главный директор „Turība”
44. Карлис Вилис Лаускис, директор садоводческой средней школы в Булдури
45. Янис Зиединьш, судья
46. Эрнестс Блесе, профессор Латвийского университета
47. Александрс Губенс, быв. Председатель Сената Латвии
48. Георгс Апинис, судья
49. Карлис Берзиньш, профессор, быв. зам. пред. камеры Ремесленников
50. Людвигс Сея, быв. министр Иностранных дел
51. Артурс Сакенфелдс, предприниматель
52. Видевутс Земинскис, вице-председатель Рижского окружного суда
53. Арвидс Клавсонс, журналист
54. Эдуардс Гросбергс, архитектор
55. Константинс Чаксте, профессор Латвийского университета, адвокат
56. Эдуардс Янис Криевиньш, полководец, быв. член верховного суда Армии
57. Янис Асарс, профессор ЛУ
58. Брониславс Рудикс, доцент Латвийского университета
59. Юлийс Озолиньш, лейтенант-полковник, быв. военный судья
60. Янис Вернерс Витиньш, быв. директор Судебного департамента
61. Эдуардс Широнс, профессор Латвийского университета
62. Паулис Радзиньш, директор Коммерческой и Торговой школы
63. Юлийс Вецозолс, писатель
64. Николайс Дузе, генерал
65. Зинаида Лазда, поэтесса
66. Петерис Соцкис, нотариус
67. Ольгертс Биштевиньш, дирижёр
68. Сергейс Дукс, дирижёр
69. Валия Приеде, руководитель объединения девочек
70. Арвидс Пределис, органист
71. Алфонс Кушкис, агроном
72. Петерис Миезитис, директор Цесисской государственной гимназии
73. Язепс Витолс, профессор, ректор Латвийской консерватории
74. Эдуардс Грантскалнс, депутат учредительного собрания, 1-го, 2-го, 3-го и 4-го Сейма
75. Екабс Порукс, директор Рижской оперы
76. Мартиньш Вациетис, генерал
77. Паулс Юревичс, профессор Латвийского университета
78. Юлийс Студентс, доцент Латвийской консерватории
79. Вилюмс Скубиньш, агроном, быв. член Земского совета
80. Янис Гринс, писатель, директор Латвийского национального театра
81. Кристине Павулина, директор школы
82. Янис Алфредс Кактиньш, профессор Латвийского университета
83. Перерис Муцениекс, профессор Латвийского университета, председатель секции защиты Труда камеры
84. Олга Таубе (Дагда Анна), филолог, поэтесса
85. Вилис Скардс, профессор Латвийского университета
86. Хейнрикс Зариньш, секретарь общества печати
87. Янис Францис, генерал
88. Алфредс Стуре, предприниматель, быв. директор „Turība”
89. Карлис Оскарс Кундзиньш, профессор, декан факультета теологии
90. Паулис Кундзиньш, профессор, декан факультета архитектуры
91. Эйжен Лаубе, профессор ЛУ, архитектор
92. Янис Рудзитис, писатель
93. Артурс Озолиньш, член правления общества латышских учителей Риги
94. Владиславс Пуриньш, врач
95. Петерис Берзиньш, чиновник, член института истории Латвии
96. Янис Шулцс, профессор ЛУ, начальник общества медицины Латвии
97. Павилс Давис, учитель, член синода Латвийской православной церкви
98. Янис Кадилис, издатель
99. Анна Румане-Кенине, писатель и журналист
100. Артурс Берзиньш, писатель, быв. директор Латвийского национального театра
101. Карлис Бирнбаумс, предприниматель, член Торгово-Промышленной палаты
102. Элза Стерсте, писатель
103. Аустра Карклиня, начальница объединения академически образованных женщин Латвии
104. Юлийс Петерсонс, писатель
105. Карлис Абеле, профессор Латвийского университета, декан факультета математики и природоведения
106. Артурс Озолс, директор департамента Мореходства
107. Екабс Алкснис, профессор Латвийского университета, начальник объединения врачей Латвии
108. Валдис Нейманис, агроном
109. Марта Виганте, доктор медицины, доцент Латвийского университета
110. Эрсс Адолфс, писатель
111. Янис Курелис, генерал
112. Янис Лавениекс, генерал
113. Леонс Аболиньш, профессор Латвийского университета, быв. факультета математики и природоведения Латвийского университета
114. Янис Принцис, лейтенант-полковник, врач
115. Юлийс Розе, писатель, директор Латвийского национального театра
116. Фрицис Гулбис, профессор Латвийского университета, проректор и декан
117. Эрнестс Броже, предприниматель, член Торгово-промышленной палаты
118. Элфрида Рапа, член правления Национальной лиги латвийских женщин
119. Янис Зариньш, директор Рижского драматического театра
120. Янис Карклиньш, писатель
121. Петерис Сникерис, профессор Латвийского университета
122. Эгонс Дарзиньш, профессор Латвийского университета, директор “Seruminstitūts”
123. Робертс Пурс, инженер, член Государственного контроля
124. Эдуардс Балодис, профессор Латвийского университета, член Народного Совета
125. Янис Стипрайс, частный доцент, член земского совета Курземе
126. Петерис Мантниекс, предприниматель, руководитель института Картографии
127. Петерис Старцс, профессор ЕСА, председатель аграрного объединения Латвии
128. Арведс Алкснис, хирург, доцент Латвийского университета
129. Микелис Гопперс, издатель, владелец издательства "Zelta Ābele"
130. Винца Барканс, депутат 3-го и 4-го Сейма
131. Робертс Лиепиньш, начальник Рижского латышского общества, министр финансов
132. Конрадс Петерсонс, инженер, директор торфяной фабрики
133. Густавс Ванагс, профессор Латвийского университета
134. Аугустс Кешанс, профессор Латвийского университета и декан факультета химии
135. Вильхельмс Янсонс, инженер
136. Александрс Нейбергс, директор больницы Красного Креста
137. Петерис Абеле, частный доцент
138. Эдуардс Зариньш, профессор Латвийского университета
139. Эдвардс Калниньш, докт. мед., профессор
140. Карлис Озолиньш, член коллегии Государственного контроля
141. Робертс Клейнс, инженер
142. Арведс Швабе, профессор Латвийского университета
143. Янис Мунцис, режиссёр театра «Дайлес»
144. Янис Карклиньш, профессор, член Народного совета
145. Зиедонис Ландавс, проректор Латвийской академии художеств
146. Милда Олупе, агроном, директор латвийского института Домоводства
147. Генрихс Леонардс Скуя, профессор Латвийского университета
148. Янис Понтагс, предприниматель
149. Эйженс Лейманис, доцент Латвийского университета
150. Станиславс Василевскис, доцент Латвийского университета
151. Андрейс Закис, депутат 4-го Сейма
152. Карлис Принцис, доцент Латвийского университета
153. Алкснис Волдемарс, агроном
154. Аусеклис Вегис, доцент Латвийского университета
155. Валдис Гинтерс, директор Государственного исторического музея Латвии
156. Александрс Калласс, член коллегии Государственного контроля
157. Мартиньш Целмс, инспектор народных школ
158. Густавс Лукстиньш, частный доцент Латвийского университета
159. Янис Целмс, директор департамента школ
160. Артурс Лайвиньш, предприниматель
161. Янис Тирзитис, агроном, директор высшей народной сельскохозяйственной школы
162. Херманис Крейцерс, начальник общества латышских учителей Риги
163. Людвигс Эрнестс Берзиньш, профессор Латвийского университета
164. Арвидс Малитис, издатель
165. Арвидс Яунарайс, мировой судья
166. Янис Крастс, мировой судья
167. Херманис Миеленс, рижский городской советник
168. Паулис Селга, предприниматель
169. Хуго Румпитис, предприниматель
170. Янис Циеминьш, врач
171. Вилис Павуланс, директор школы
172. Янис Либиетис, врач, директор учреждения Серных источников Кемери, член Учредительного собрания
173. Августс Петерсонс, митрополит Латвийской православной церкви
174. Алфредс Иевиньш, химик, профессор Латвийского университета
175. Эрнестс Дишлерс, профессор Латвийского университета
176. Петерис Озолс, юрист, председатель рижского сиротского суда
177. Янис Голдманис, депутат Учредительного собрания, Сейма Латвии, министр земледелия и военный министр
178. Романс Межулис, врач
179. Эдмундс Шмитс, лютеранский священник
180. Мария Озолс, врач, директор Рижской детской больницы
181. Юрис Крауклис, адвокат
182. Леонтине Георгине, руководитель рижской Бактериологической лаборатории
183. Янис Яунземс, врач, лейтенант-полковник
184. Эдуардс Аболтиньш, фермер
185. Алфредс Витолс, врач, зам. директора Рижского управления здравоохранения
186. Карлис Баронс, врач, профессор Латвийского университета
187. Янис Лаукевицс, член коллегии государственного контроля
188. Карлис Гулбис, депутат 1-го и 2-го Сейма Латвии, глава города Валка

### Без подписи
189. Эрнест Мориц, депутат 2-го Сейма, председатель союза Больничных касс латвийских рабочих.